# 西明寺 (栃木県益子町)
西明寺（さいみょうじ）は、栃木県芳賀郡益子町にある真言宗豊山派の寺院である。山号は独鈷山。院号は善門院。本尊は十一面観世音菩薩であり、坂東三十三観音第20番札所である。現在の住職は、元国立がんセンター研究員の田中雅博の妻、田中貞雅。
本尊真言：おん まか きゃろにきゃ そわか
ご詠歌：西明寺ちかひをここに尋ぬれば ついのすみかは西とこそきけ

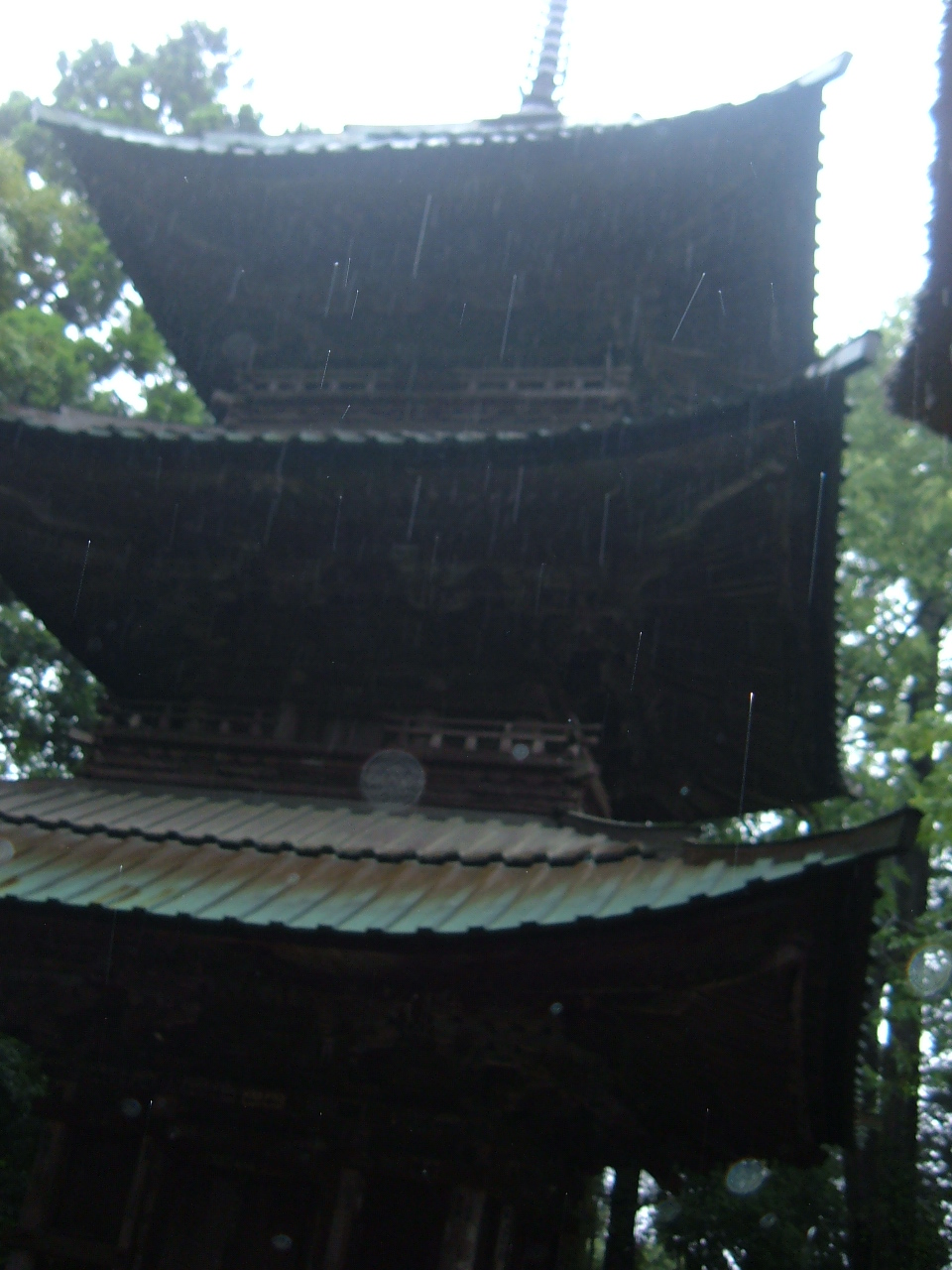
三重塔（重要文化財）

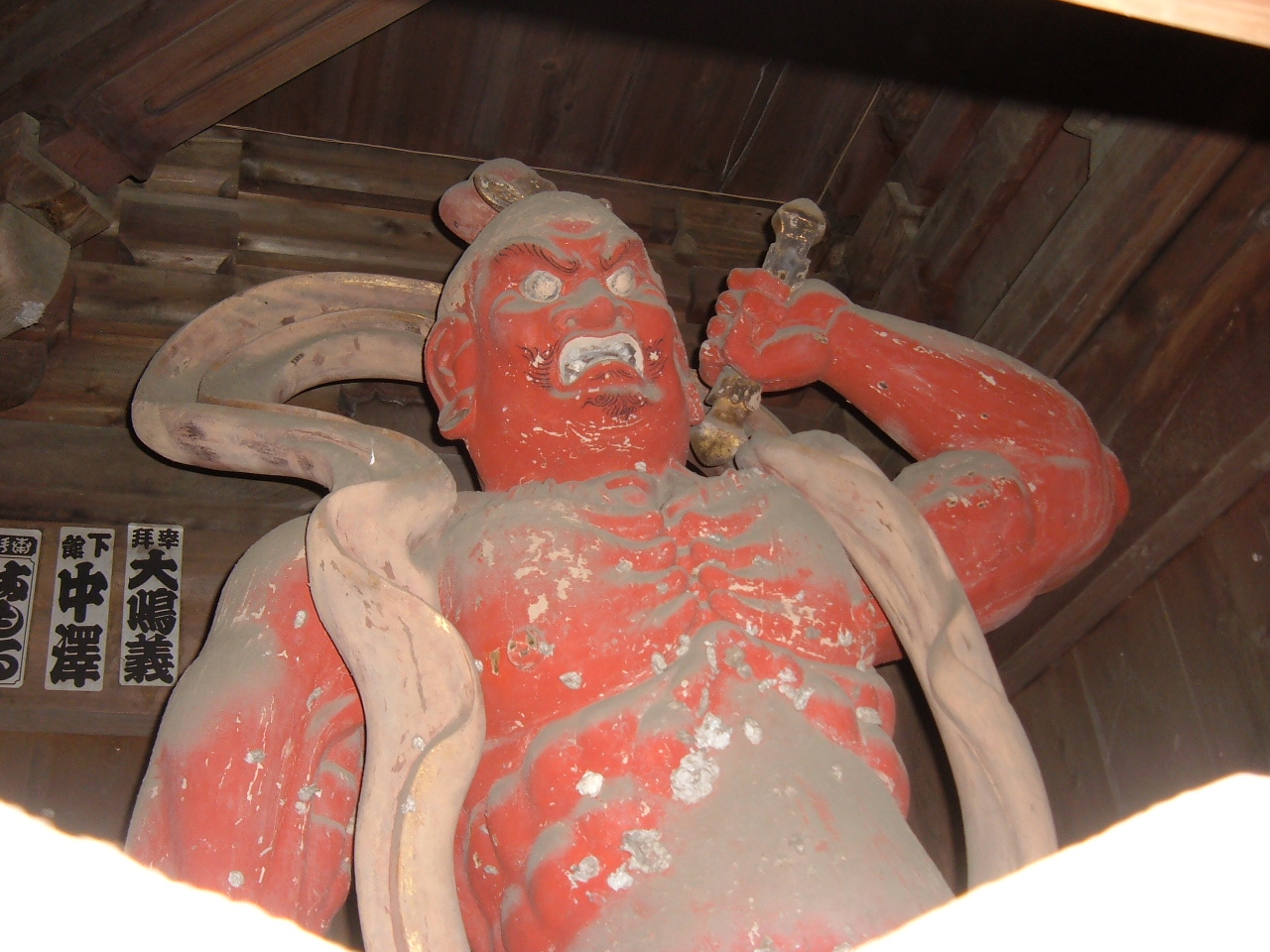
仁王門の阿形像

## 歴史
天平年間（729年～749年）行基の開山、紀有麻呂の開基によって創建されたと伝えられる。その後、兵火などによりたびたび焼失したが、宇都宮氏・益子氏の援助によりそのつど再建された。江戸時代には江戸幕府から朱印状が与えられた。

## 文化財

### 重要文化財
- 楼門 - 入母屋造茅葺きの楼門。明応元年（1492年）の建立。
- 三重塔 - 天文7年（1538年）建立。屋根を銅板葺きとするのが珍しい。
- 本堂内厨子 - 本堂より古い室町時代の作。

### 栃木県指定有形文化財
- 本堂[1]
- 鐘楼
- 木造閻魔大王坐像（笑い閻魔）・両脇侍像[注釈 2]
- 木造千手観音菩薩立像 附:木札6枚
- 木造千手観音菩薩坐像
- 西明寺本堂厨子内仏像群（十一面観音立像、聖観音立像、馬頭観音立像、如意輪観音坐像、准胝観音立像、延命観音立像、勢至菩薩立像、毘沙門天立像）[注釈 3]
- 梵鐘

### 栃木県指定史跡
- 西明寺境内

### 栃木県指定天然記念物
- 西明寺の椎林叢
- こうやまき

## 境内
境内には、普門院診療所を運営し、介護老人保健施設やグループホームも運営している。

## 前後の札所
坂東三十三観音
19 大谷寺 (宇都宮市)　--　20 西明寺　--　21 日輪寺 (茨城県大子町)